# Brodie Greer
Brodie Haldeman Greer (* 26. Oktober 1949 in Santa Monica, Kalifornien) ist ein ehemaliger US-amerikanischer Schauspieler, der vor allem durch seine Rolle als Officer Barry „Bear“ Baricza in der US-Fernsehserie CHiPs internationale Bekanntheit erlangte. Nachdem sich seine Schauspielkarriere Ende der 1980er Jahre zu Ende neigte, trat er unter anderem als Immobilienmakler und Volleyballtrainer in Erscheinung.

## Leben und Karriere

### Kindheit, Jugend und College-Karriere
Brodie Haldeman Greer wurde am 26. Oktober 1949 als Sohn von Bill und Daryl Greer (gebürtige Haldemann) im St. Vincent’s Hospital in der kalifornischen Küstenstadt Santa Monica geboren und wuchs neben seinen drei Brüdern und einer Schwester im naheliegenden Brentwood, einem Stadtbezirk von Los Angeles, sowie in Pacific Palisades auf. Bereits in seiner Jugend verbrachte er einen Großteil seiner Freizeit am Sorrent Beach von Santa Monica, dem späteren „Beachvolleyball-Mekka“ an der Westküste der USA, wo er erste Erfahrungen im Beachvolleyball sammelte. Als High-School-Sophomore mit einem Gewicht von lediglich 55 Kilogramm laut den damaligen Trainern noch einer der schlechtesten Football-Spieler der Pacific Palisades High School, die er ab 1963 besuchte, schaffte er es als Safety in der Defense zu einem Stammspieler und Starter im College. Erst in seinem Junior-Jahr an der High School wurde Greer erstmals im B-Kader, das hauptsächlich aus jüngeren Sophomores bestand, aufgenommen und erst in seinem abschließenden Senior-Jahr schaffte er den Sprung als Reserve-Defensive-Back in die erste Kampfmannschaft. Nachdem er sich der damals 17-jährige Freshman für das Santa Monica Junior College eingeschrieben hatte, änderte er seine Meinung und begann sein Freshman-Jahr beim World Campus Afloat, dem heutigen Semester at Sea, einem Auslandsstudienprogramm auf einem die Welt umrundenden Schiff.
Nachdem er ein Jahr später wieder in seine Heimat zurückkehrte und die Kraftkammer für sich entdeckte, legte er binnen eines Sommers über zehn Kilogramm zu. Danach wurde er abermals bei der Sportabteilung des Santa Monica Junior College vorstellig, wo er anfangs, aufgrund seines mittlerweile trainierten Körpers, nicht erkannt wurde. Nach seiner Aufnahme in das dortige Footballteam absolvierte er zwei Jahre als startender Safety und wurde in dieser Zeit von diversen Colleges und Universitäten umworben. Neben Angeboten von der CU Boulder, der Long Beach State und der Arizona State kam Greer Ende der 1960er über ein Football-Vollstipendium an die San José State University, wo er im Footballteam der San José State Spartans in der damaligen NCAA University Division Erscheinung trat. Als Zimmerkollege von Dave Chaney, einem Middle Linebacker und späteren All-American, avancierte Brodie Greer rasch zum startenden Safety der Spartans. Eines der Highlights in seiner College-Karriere war der Sieg über ein bis zu diesem Zeitpunkt ungeschlagenes Team der Stanford University, das sich auf dem besten Weg zur Rose Bowl befand, in einem Auswärtsspiel in seinem abschließenden Senior-Jahr. Nach Tryouts bei Chicago Bears 1972 und Los Angeles Rams 1973 entschied sich der zur Studentenverbindung Theta Chi gehörende Brodie Greer, der während seiner Collegezeit auch als Leichtathlet über 400 Meter aktiv war, gegen eine Sportlerlaufbahn und kam über die Gelben Seiten zu einer Schauspielschule, bei der er fortan Unterricht nahm. Bald darauf wurde er zu einem Vorsprechen für einen Werbespot für den Ford Mustang eingeladen, den er in weiterer Folge unter anderem darum bekam, weil er darin auf einem Pferd reiten musste und dies in seiner Jugend auf einem Sommercamp gelernt hatte. Für diesen Spot verdiente er 20.000 US-Dollar, was heute (Stand: 2016) inflationsbereinigt über 100.000 $ wären.

### Erste Einsätze in Fernsehserien und Durchbruch inCHiPs
Nachdem er weitere 20.000 $ für einen Auftritt in einem Nestea-Werbesport, in dem er den ab dieser Zeit entstandenen Nestea Plunge durchführte, bekam, wurde er bald darauf für ein Engagement in der Langzeitseifenoper Zeit der Sehnsucht in den NBC Studios in Burbank, Kalifornien, gebucht. Anfangs nur für eine kleine Rolle mit drei Drehtagen vorgesehen, wurden darauf bald schon drei Monate. Als er, während einer Drehpause, beim Set der The Tonight Show mit Johnny Carson vorbeischaute, wurde er von einem NBC-Executive entdeckt, der die Studios kurz darauf verließ, um den Piloten von CHiPs in den MGM Studios zu drehen. Über seinen Agenten kam Brodie Greer zu einem Vorsprechen für eine Serie mit dem Titel Manimal  in die MGM Studios, wo jedoch keine Rollen für Manimal vergeben wurden. Durch den Besetzungschef von Manimal wurde er an die Verantwortlichen von CHiPs weitergereicht, wo er noch am gleichen Tag von Rick Rosner, Drehbuchautor und Schöpfer der Serie, in den offiziellen Cast von CHiPs geholt wurde, obwohl er zuvor nicht einmal das Drehbuch gelesen hatte. Bereits eine Woche später begann er als Officer Barry „Bear“ Baricza die Dreharbeiten an der Serie, in der er unter anderem neben Erik Estrada, Larry Wilcox oder Robert Pine zum Einsatz kam und von 1977 bis 1982 in 111 der insgesamt 139 Episoden zu sehen war. In der Serie mimte er den Polizisten Barry Baricza, der der einzige Polizist der Serie war, der seine Waffe benutzen musste und zudem, im Gegensatz zu Jon (Erik Estrada) und Ponch (Larry Wilcox), mit einem Polizeiwagen unterwegs war. Im Laufe der fünften Staffel schied der von Greer dargestellte Charakter aus der Serie aus; in der deutschsprachigen Synchronfassung von CHiPs, die erst ab 1989 ausgestrahlt wurde, lieh im in der ersten Staffel Martin Halm die deutsche Stimme, ehe dieser von Fabian von Klitzing für den Rest der Serie abgelöst wurde. In den Jahren 1981 und 1982 wirkte er auch an der sechsten und siebenten Ausgabe der im Fernsehen übertragenen Wohltätigkeitsveranstaltung Circus of the Stars mit.
Nach dem Ausscheiden aus der Serie trat er 1983 in jeweils einer Episode von Fantasy Island und Just Our Luck in Erscheinung und war von 1983 bis 1984 in drei verschiedenen Rollen in ebenso vielen Episoden der ABC-Serie Love Boat zu sehen. Während ihm in der Folge Ein Lümmel irrt sich gewaltig Thomas Danneberg die deutsche Stimme lieh, war seine deutsche Stimme in der Episode Ein Hoch dem Meister Peter Fricke; der Synchronsprecher der anderen Folge, an der er mitgewirkt hatte, ist nicht bekannt. In weiterer Folge trat er weiterhin als Darsteller in Werbespots in Erscheinung und versuchte sich auch als Theaterschauspieler, vorwiegend im Raum Los Angeles. 1986 hatte er einen Gastauftritt in der Pilotfolge der nur kurzlebigen CBS-Serie Melba mit Melba Moore in der Rolle der Melba Patterson. Ab diesem Jahr hatte er auch erstmals einen nennenswerten Filmauftritt, als er an der Seite von Stuntman A.J. Nay und Doreen Alderman als Carl Sloan im Actionfilm Death Flash des iranisch-US-amerikanischen Regisseurs Tony Zarindast mitwirkte. Im Jahre 1987 sah man ihn in der Nebenrolle des Captain Steiner an der Seite von Chuck Connors in Terror Kommando unter der Regie von Peter Mais, wobei unter anderem Chuck Rose zusammen mit Mark Verheiden am Drehbuch arbeitete. Nach einem weiteren Auftritt in einer nicht unwesentlichen Rolle als Detective Tony Williams in Frank Kerrs True Blood 1989, sah man ihn im gleichen Jahr in einer weiteren Produktion von Peter Mais. Im Action-Thriller Helden USA IV – Zurück im Libanon spielte er den Verbindungsmann bzw. die Kontaktperson des Mr. Whiteside (gespielt von Yaphet Kotto). Nachdem es in Film und Fernsehen weitgehend ruhig um Brodie Greer, der weiterhin im Werbe- sowie im Theaterbereich in Erscheinung trat, geworden war, trat er im Jahre 1998 noch einmal in seiner Paraderolle als Officer Barry „Bear“ Baricza in Erscheinung. Im Fernsehfilm CHiPs ’99 traf er auf sämtliche Kollegen aus seiner fünf Jahre andauernden Zeit bei CHiPs. In der deutschen Synchro tritt Michael Schernthaner als Greers Synchronsprecher in Erscheinung. Ein Jahr später hatte der ehemalige College-Athlet auch einen Gastauftritt in der Fernsehserie L.A. Heat, sein letzter nennenswerter Auftritt.
Nach rund 20 Jahren im Schauspielgeschäft war Brodie Greer zu dieser Zeit bereits weitgehend aus diesem zurückgetreten und bereits jahrelang als Immobilienmakler im Großraum Los Angeles tätig. Nebenbei verlor er jedoch nie seine Leidenschaft am Volleyball bzw. Beachvolleyball und trat im Laufe der Jahre als Trainer dieser Sportart in Erscheinung. Dabei vor allem bei lokalen Middle Schools und High Schools, aber auch bei diversen Trainingscamps. Im Jahre 2009 kam er, mittlerweile halbpensioniert, nach Carmel-by-the-Sea, wo er seine zu diesem Zeitpunkt zwölfjährige Patentochter und ihr Team auf freiwilliger Basis als Volleyballtrainer an der Carmel Middle School unterstützte. Nachdem seine Patentochter an die Carmel High School gekommen war, wurde Brodie Greer vom dortigen Trainer Israel Ricardez als Cheftrainer der Juniorenschulauswahl sowie als sein Assistent bei der Schulauswahl an die Carmel High geholt. Zeitgleich kam er auch zum lokalen Carmel Beach Volleyball Club, den er ebenfalls als Jugendtrainer betreut. 2009 hatte er unter anderem im Segment Weekend des Parodiefilms Imps* einen kurzen Gastauftritt, als er den Pianisten und Komponisten Burt Bacharach parodierte.

## Filmografie
Filmauftritte (auch Kurzauftritte)
- 1986: Death Flash
- 1987: Terror Kommando (Terror Squad)
- 1989: True Blood
- 1989: Helden USA IV – Zurück im Libanon (Ministry of Vengeance)
- 1998: CHiPs ’99
- 2009: Imps*

Serienauftritte (auch Gast- und Kurzauftritte)
- 197?: Zeit der Sehnsucht (Days of Our Lives)
- 1977–1982: CHiPs (111 Episoden)
- 1981–1982: Circus of the Stars (2 Shows)
- 1983: Fantasy Island (1 Episode)
- 1983: Just Our Luck (1 Episode)
- 1983–1984: Love Boat (The Love Boat) (3 Episoden)
- 1986: Melba (1 Episode)
- 1999: L.A. Heat (1 Episode)